# BMO Tower (Chicago)
BMO Tower, también conocido como 320 South Canal, es un rascacielos de 51 pisos y 222 m (727 pies) en el vecindario West Loop de Chicago, Illinois, y se encuentra directamente al sur de la terminal ferroviaria Chicago Union Station. Cuando se completó, se convirtió en el 24.º edificio más alto de Chicago y el más alto al oeste de Canal Street.
El edificio sirve como sede de BMO Bank, la filial de banca comercial estadounidense del banco de Montreal, y se inauguró en la primavera de 2022.

## Desarrollo y construcción
Antes de la construcción, el terreno albergaba un estacionamiento propiedad de Amtrak. Los planos para el desarrollo se anunciaron a principios de 2019 y la construcción comenzó ese mismo año, en diciembre. Los diseños de la torre incluían retranqueos escalonados y estructuras en forma de V. Los planos también contemplaban un parque público de 6000 m² y la renovación de los pisos superiores de la Union Station para convertirlos en un hotel de 400 habitaciones.
En agosto de 2020, comenzó la construcción vertical de la estructura. En abril de 2021, se colocó la última viga de la estructura en una ceremonia a la que asistió la alcaldesa de Chicago, Lori Lightfoot.